# Don de lágrimas
El don de lágrimas o compunción es un don místico que Dios otorga a algunas personas o santos según la religión católica o catolicismo.
La expresión “gracia o don de lágrimas” aparece por primera vez en De virginitate, obra atribuida a San Atanasio. Se trata de un don extremadamente raro. Se trata de una gracia sobrenatural que concede Dios a algunas almas que llegan a derramarlas copiosamente bajo el influjo de la misma y con provecho del espíritu, pues otorga una consolación sin límites. En el Sermón de la Montaña, Jesús declara “bienaventurados a los que lloran porque ellos serán consolados” (Mt. 5, 5) “porque reirán” (Lc. 6, 21). Por si fuera poco, el propio Jesucristo, Dios encarnado, hombre verdadero y en cuanto tal, fuera del jardín del Edén (Gn.3,24), en este Valle de lágrimas, lloró, como todos los hombres, que , por algún motivo lloran. Y lloró por la muerte de su amigo Lázaro, junto a María, la hermana de éste (Jn 11; 33, 35), y lloró al ver la ciudad de Jerusalén (Lc. 19, 41).